# 히에론 2세

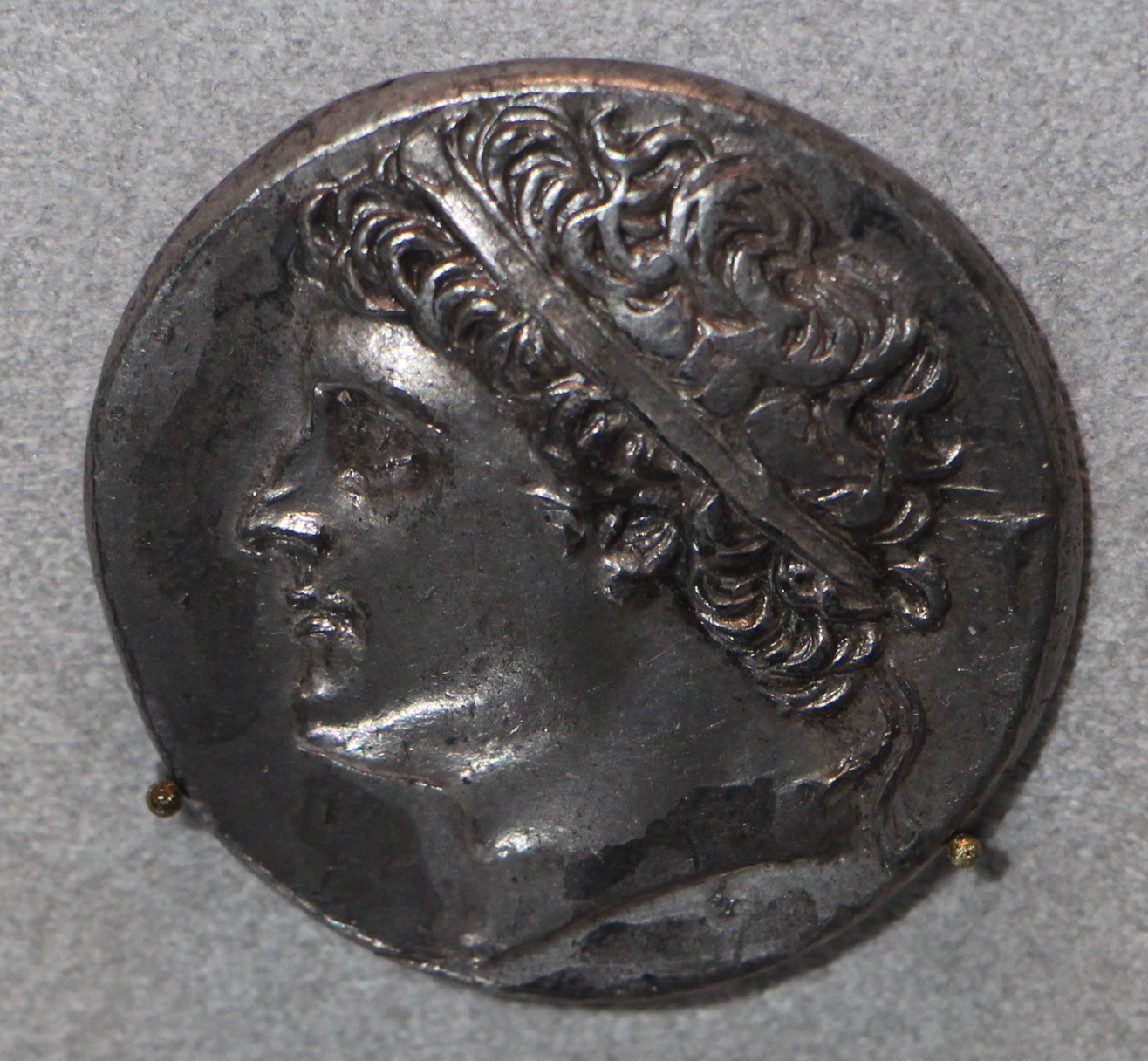
히에론 2세 주화

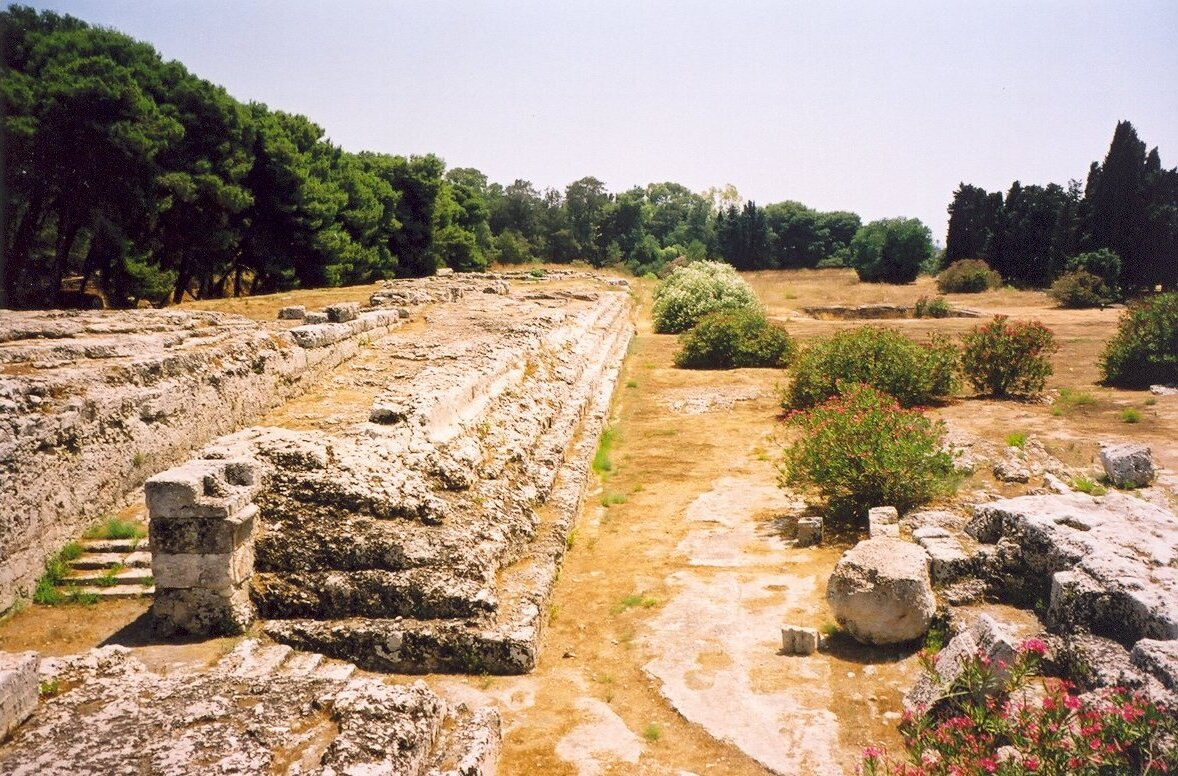
시라쿠사에 있는 히에론 2세의 묘

히에론 2세(그리스어: Ιέρων, 약 기원전 308년 – 기원전 215년)는 기원전 270년부터 기원전 215년까지 재위한 시라쿠사의 왕이다. 히에론 2세 이전의 시라쿠사 통치자는 에페이로스의 피로스이었다. 그는 겔론의 자손임을 내세워 스스로 왕위에 올랐다. 제1차 포에니 전쟁에서 카르타고의 동맹으로서 로마 공화정에 대적하였다.
히에론 2세는 피로스 휘하의 장군이었으며 시라쿠사의 군사와 시민들의 지지를 얻어 군단장의 지위에 올랐다. 시라쿠사의 명망가였던 레프티네스의 딸과 결혼하여 입지를 강화한 히에론 2세는 시라쿠사 북쪽에 있는 그리스 식민지였던 메시나를 굴복시킨 뒤 기원전 270년 시라쿠사의 왕이 되었다. 기원전 264년 히에론 2세는 카르타고의 하노와 동맹을 맺고 로마에 대항하기 시작하였다. 그러나, 히에론 2세는 기원전 263년 아피우스 클라우이우스 카우덱스(라틴어: Appius Claudius Caudex)가 이끄는 로마군과의 전투에서 패배하였고 결국 시칠리아 영토의 일부를 할양하는 조건으로 강화조약을 맺게 되었다. 히에론 2세는 로마에게 패배한 뒤 사망할 때까지 포에니 전쟁 내내 로마를 지지하였다.
히에로 2세는 시라쿠사의 방어를 위해 아르키메데스를 고용하였다. 아르키메데스는 도시 방어에 필요한 여러 도구를 발명하였고 이 도구들의 도움으로 시라쿠사는 훗날 시라쿠사 공방전에서 로마군의 진격을 2년이나 저지하였다.
한편, 비트루비우스의 기록에 따르면, 히에로 2세는 금세공사에게 순금을 주어 신에게 바칠 금관을 만들게 하였다. 완성된 금관을 받은 히에로 2세는 은이 섞인 것이 아닌가 의심하였으나 확인할 방도가 없자 아르키메데스에게 의뢰하였다. 아르키메데스는 사람이 욕조에 들어가면 물이 차오르는 것에 착안하여 물질의 밀도에 따라 비중이 다르다는 것을 발견하였고, 이것을 깨닫게 된 아르키메데스는 옷을 입는 것도 잊고 뛰쳐나와 “찾았다”(그리스어: εὕρηκα!)를 외쳤다고 한다. 왕관과 같은 무게의 금을 비교한 실험으로 아르키메데스는 금세공사가 속임수를 썼다는 것을 증명할 수 있었다.